# Ujung Rambung
Ujung Rambung is een bestuurslaag in het regentschap Serdang Bedagai van de provincie Noord-Sumatra, Indonesië. Ujung Rambung telt 2456 inwoners (volkstelling 2010).